# Arroyo Yapeyú
Der Arroyo Yapeyú ist ein Fluss in Uruguay.
Er entspringt auf dem Gebiet des Departamento Río Negro nahe der Estancia Vichadero an der dort verlaufenden Ruta 20. Von dort fließt er in südöstliche Richtung. Er mündet flussaufwärts von Paso Yapeyú in den Río Negro. Bedeutendster Nebenfluss ist der Arroyo Sauce.